# Fairview Township (comté d'Osceola, Iowa)
Fairview Township est un township, du comté d'Osceola en Iowa, aux États-Unis,.
Le township est créé en 1874.

## Source de la traduction
- (es) Cet article est partiellement ou en totalité issu de l’article de Wikipédia en espagnol intitulé « Municipio de Fairview (condado de Osceola, Iowa) » (voir la liste des auteurs).